# Quinchao
Quinchao este o comună din provincia Chiloé, regiunea Los Lagos, Chile, cu o populație de 7.965 locuitori (2012) și o suprafață de 160,7 km2.